# Liste der Kunstwerke im öffentlichen Raum in Linz-Bindermichl-Keferfeld
Diese Liste der Kunstwerke im öffentlichen Raum in Linz-Bindermichl-Keferfeld enthält die vom Archiv der Stadt Linz gelisteten Kunstwerke im öffentlichen Raum im Stadtteil Bindermichl-Keferfeld.
Denkmäler, profane Skulpturen und Plastiken, sakrale Kleindenkmäler, Brunnen, Gedenktafeln oder Kunst am Bau sind in den Listen angegeben, sofern sie vom Archiv der Stadt Linz als Kunst im öffentlichen Raum (Public Art) verzeichnet und mit einer eindeutigen Identifikationsnummer (ID) ausgestattet sind.

## Kunstwerke
| Foto |                 | Name                                                                                   | Typ          | Standort                      | Künstler              | Datierung | Beschreibung | Metadaten |
| ---- | --------------- | -------------------------------------------------------------------------------------- | ------------ | ----------------------------- | --------------------- | --------- | --- | --------- |
| ja   | Datei hochladen | Hamoder-Kapelle ID: 2276                                                               | Kleindenkmal | Eichendorffstraße Standort    |                       | 1800      | |           |
| BW   | Datei hochladen | Marterl Ellbognerstraße ID: 2166                                                       | Kleindenkmal | Ellbognerstraße 60 Standort   |                       | 1800      | Die Bildsäule aus der Zeit um 1800 besitzt eine weitgehend unleserliche Stiftungsinschrift am Sockel. |           |
| BW   | Datei hochladen | Drei-Grazien-Brunnen ID: 2580                                                          | Brunnen      | Europastraße 12 Standort      | Magnus Angermeier     | 1984      | |           |
| ja   | Datei hochladen | Gedenkstätte für das ehemalige Lager Wegscheid, Nr. 67, Camp Maurice L. Tyler ID: 2173 | Gedenkstätte | Landwiedstraße Standort       |                       | 1996      | An das Lager für Displaced People Nr. 67 an der Bushaltestelle Hörzingerstraße erinnert schwarzer Steinobelisk mit der Inschrift: „IN DIESEM BEREICH BEFAND SICH NACH DEM KRIEG DAS LAGER 67 (CAMP MAURICE L. TYLER) IN DEM VIELE MENSCHEN DARUNTER AUCH JUDEN AUF IHRE REPATRIIERUNG ODER AUSWANDERUNG VORBEREITET WURDEN: DIE STADT LINZ“. |           |
| ja   | Datei hochladen | Franziskus Seniorenheim Keferfeld ID: 3103                                             | Kleindenkmal | Losensteinerstraße 8 Standort |                       | 1975      | Vor dem Seniorenheim Keferfeld steht in einer halbrunden Betonnische eine Statue des heiligen Franziskus. Die Nische ist durch eine modern gestaltete Gitterkonstruktion (von Max Stockenhuber?) geschützt. |           |
| BW   | Datei hochladen | Mariensäule – Henkersäule ID: 2158                                                     | Kleindenkmal | Meggauerstraße Standort       |                       | 1750      | Die Henkersäule steht in der Grünfläche zwischen den Häuserblöcken Zibermayrstraße 8 und 14. In den hohen Sockel der Säule war eine Inschrifttafel eingelassen, deren Ausnehmung noch zu erkennen ist. Auf dem Sockel steht ein leicht konischer Steinpfeiler, darauf eine Platte, in der vier gusseiserne Stangen eingelassen sind und die einen Baldachin mit Kreuz tragen. Unter diesem Baldachin qualitätsvolle barocke Pietà. Die sitzende Maria führt ein Tuch zu den verweinten Augen, Christus liegt in ihrem Schoß, sie hält seine linke Hand. Die Säule stand ursprünglich in der Neuen Welt beim Hause Wiener Straße 226 (⊙). Vor ihr sollen die zum Tod Verurteilten nahe der Richtstätte ihr letztes Gebet gesprochen haben. Daher die Bezeichnung „Henkersäule“. Sie wird deshalb stets in Verbindung mit der Dreifaltigkeitssäule am Bulgariplatz gesehen, der „vorletzten“ Station. |           |
| ja   | Datei hochladen | Sgraffito Ramsauerstraße 60 ID: 2665                                                   | Kunst am Bau | Ramsauerstraße 60 Standort    | Martin Stachl         | 1958      | |           |
| ja   | Datei hochladen | Sgraffito Ramsauerstraße 62 ID: 2666                                                   | Kunst am Bau | Ramsauerstraße 62 Standort    | Martin Stachl         | 1958      | |           |
| ja   | Datei hochladen | Sgraffito Ramsauerstraße 64 ID: 2667                                                   | Kunst am Bau | Ramsauerstraße 64 Standort    | Martin Stachl         | 1958      | |           |
| ja   | Datei hochladen | Pelikan-Brunnen ID: 2275                                                               | Brunnen      | Stadlerstraße Standort        |                       | 1962      | |           |
| BW   | Datei hochladen | Kriegerdenkmal Bindermichl ID: 2165                                                    | Gedenkstätte | Werndlstraße Standort         | Helmuth Gsöllpointner | 1966      | |           |